# Hasan bey Aghayev
Hasan bey Aghayev (Elizavetpol , Ganyá actual 1875-Tiflis, 19 de julio de 1920) fue un personaje distinguido que figuró como político de Azerbaiyán, periodista, médico, maestro y vicepresidente del Parlamento de la República Democrática de Azerbaiyán.

## Vida
Hasan bey Aghayev nació en Ganyá en 1875. Al concluir el gimnasio clásico de Ganyá continuó sus estudios en la facultad de Medicina de Móscú bajo el patrocinio de Haji Zeynalabdin Taghiyev hasta graduarse en 1901. De regreso a la patria trabajó como médico. De 1906-1907 fue forzado a vivir en Azerbaiyán del Sur. En 1907 fue nombrado presidente del Comité Central del Congreso de Docentes Musulmanes del Cáucaso. Fue miembro de la organización “Difai”.
Pocos días después del colapso de la monarquía, junto con los miembros destacados del Comité Nacional de Ganyá, que antes habían creado “Difai” - Shafi bey Rustambayli, Khalil bey Khasmammadov, los hermanos Sheykhzamanli , etc. y bajo el liderazgo de Nasib bey Yusifbeyli- fundaron “Turk Edemi Merkeziyyet firqesi”, un partido con nuevos valores culturales para la historia de Azerbaiyán que estaba atenido a los valores europeos (1917). Fue elegido miembro del Comité Central después de la unión de este partido a Musavat.
El 28 de mayo de 1918 Hasan bey Aghayev fue el asistente de Mahammad Amin Rasulzade, presidente del Consejo Nacional en la reunión del Consejo Nacional en Tbilisi, cuando fue admitida la Declaración de Independencia de Azerbaiyán, y asistió personalmente a este evento histórico. Hasan bey Aghayev fue el primero en plasmar su firma en la Declaración de Independencia de Azerbaiyán. El 16 de junio de 1918, el Consejo Nacional de Azerbaiyán y el Gobierno fueron trasladados a Ganyá. En su primera reunión (17 de junio), el Consejo Nacional suspendió temporalmente sus actividades a causa de los nuevos acontecimientos y entregó todo su poder al Gobierno recién fundado. Hasan bey trabajó como jefe médico del Departamento de Ferrocarriles de Azerbaiyán hasta la ceremonia de inauguración del Parlamento de Azerbaiyán el 7 de diciembre de 1918.
Fue nombrado vicepresidente del Parlamento y ocupó el cargo de presidente interino desde ese momento hasta el 2 de febrero de 1920, durante la ausencia del presidente Alimardan bey Topchubashov. Después del colapso de la República se trasladó a Tiflis.
El 19 de julio de 1920 sufrió un atentado y murió a manos de los mismos revolucionarios armenios (Aram Yerganian y Misak Grigorian) que mataron a Fatali khan Khoyski en Tiflis. Fue enterrado en Tiflis en el antiguo cementerio musulmán (en los terrenos del actual jardín Botánico).

## Como publicista
Hasan bey Aghayev fue aficionado a la literatura. Publicó sus entregas en el periódico "Yujni Kavkaz" ("Cáucaso del sur") en Ganyá (1911-1912). En 1911 resultó elegido presidente de la sociedad que difundía ideas educativas entre el pueblo musulmán. Asimismo, en 1914, fundó una sociedad de medicina en colaboración con Khudadat bey Rafibayli en Ganyá.